# 趙英
趙英（1436年—？），字儲秀，陝西臨洮府蘭縣人，軍籍。明朝政治人物。進士出身。

## 生平
陝西鄉試第四十六名。成化八年（1472年）壬辰科會試第十七名，殿試登進士第三甲第七十七名。

## 家族
曾祖父趙仲德。祖父趙庸。父亲趙忠。